# La Galigo

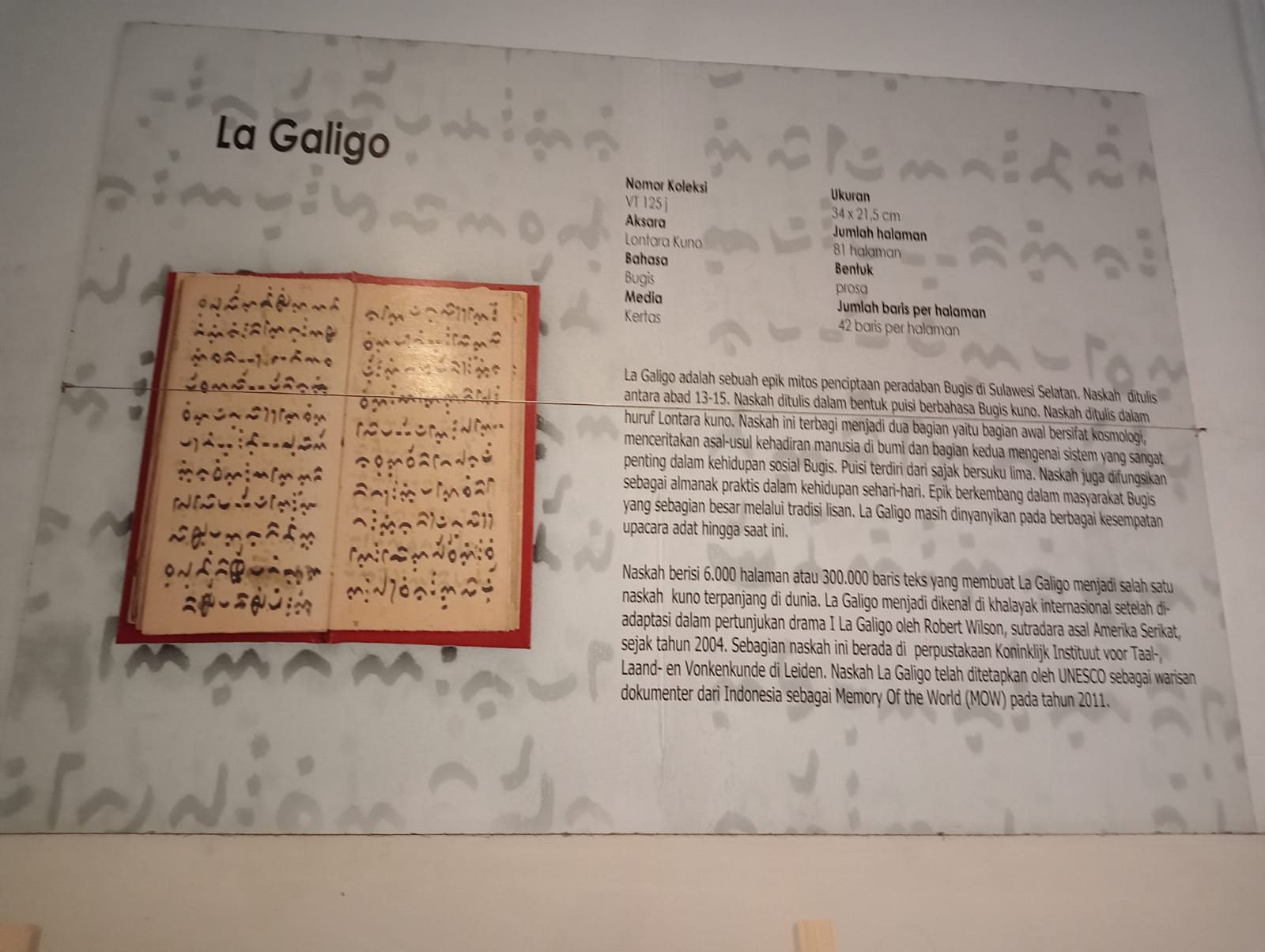
Knoniek van La Galigo in Perpustakaan Nasional Republik Indonesia, Jl. Medan Merdeka Selatan, Jakarta

Galigo of La Galigo is het manuscript van de ontstaansmythe van de Boeginezen uit Zuid-Sulawesi. Het document is geschreven tussen de 18e en 20e eeuw en is opgesteld in het Boeginees. Het is gebaseerd op een oudere, orale traditie. Het geldt als het langste epos ter wereld.

Pagina uit het La Galigo manuscript

La Galigo is verzameld in Makassar door B.F. Matthes (1818-1908) ten bate van het Nederlands Bijbelgenootschap. Het is als langdurig bruikleen van de collectie Boeginese en Makassaarse handschriften van het Nederlands Bijbelgenootschap (NBG) sinds 1905 ondergebracht bij de Universitaire Bibliotheken Leiden. Daar is het ook digitaal in te zien.
Het Leidse handschrift is het langste doorlopende fragment van La Galigo ter wereld. In 2011 is La Galigo opgenomen in het Memory of the World-register.